# Ichthyophis billitonensis
Ichthyophis billitonensis é um anfíbio gimnofiono da família Ichthyophiidae endémica da ilha de Belitung, Indonésia. Só é conhecida pelo seu holótipo.